# 橋本武
橋本 武（はしもと たけし、1912年7月11日 - 2013年9月11日）は、日本の国語教師、国文学者、元灘中学校・高等学校教頭。京都府宮津市出身。中学の3年間をかけて中勘助の『銀の匙』を1冊読み上げる国語授業「『銀の匙』授業」で知られる。

## 人物
- 1912年7月11日 - 京都府宮津市に九人兄弟の長男として生まれる。実家は履物製造販売、父親は履物作りの職人[1]。
- 1930年 -旧制京都府立宮津中学校(現・京都府立宮津高等学校)を卒業後、 東京高等師範学校（現・筑波大学）入学。苦学生であった在学中、最初の2年間は家庭教師で凌ぐ。後の2年間は諸橋轍次の大漢和辞典編纂を手伝うが、この経験が後年の「『銀の匙』授業」の勉強法にも繋がっていく。
- 1934年 - 神戸市の旧制灘中学校に国語教師として赴任。東京高等師範学校の卒業生は公立の学校に就職するのが常識であった当時、公立校よりも格下とされていた私立校への就職は異例とも言うべきものであった。当時（旧制中学時代）の教え子に、作家の遠藤周作（1940年卒業）がいる。
- 1946年 - 結婚。
- 1950年 - 新制灘中学校で新入生を担当することになった時点から、「『銀の匙』授業」を開始。当時（新制中学時代）の教え子に、角和夫、豊田潤多郎、濱田純一、山崎敏充、黒岩祐治、海渡雄一らがいる。
- 1971年 - 灘校の教頭に就任。
- 1984年 - 灘校を退職。その後も、地元の予備校で校長兼講師、地元の文化教室で『源氏物語』の講師を務めるなど、精力的に活動を続ける。
- 1994年 - 解離性大動脈瘤で緊急搬送され、高齢を理由に手術不可能と言われたが、奇跡的に損傷箇所が塞がり九死に一生を得る。
- 2002年 - 妻と死別。
- 2005年 - 黒岩祐治著『恩師の条件 : あなたは「恩師」と呼ばれる自信がありますか？』（リヨン社発行、二見書房発売）により、注目を浴びる。
- 2006年 - 『源氏物語』の現代語訳を8年がかりで完成。（2010年に灘校（灘育英会 灘中学校・灘高等学校）より出版）
- 2009年10月12日 - NHKで「ザ・コーチ 人生ノ教科書：横道にそれてもいいんだ〜伝説の国語教師 橋本武〜」（NHK番組たまご）が放送される。
- 2010年 - 伊藤氏貴著『奇跡の教室：エチ先生と『銀の匙』の子どもたち：伝説の灘校国語教師・橋本武の流儀』（小学館）がベストセラーとなる。
- 2011年6月18日・25日 - 灘校の特別授業「土曜講座」にて再び教壇に立ち、27年ぶりに「銀の匙授業」を行う。11月、国際2匹目のどじょう賞（Ig Nobel prize Japan：イグ・ノーベル賞 日本版）受賞。
- 2012年6月9日 - 日本テレビで「世界一受けたい授業」（ゲスト出演）が放送される。
- 2013年9月11日 - 午後、神戸市中央区の病院で逝去[2][3]。101歳没。

## 『銀の匙』授業
「生徒の心に生涯残り、生きる糧となる授業をしたい」との思いから、1950年、新制灘中学校で新入生を担当することになった時点から、「教科書を使わず、中学の3年間をかけて中勘助の『銀の匙』を1冊読み上げる」国語授業を開始する。単に作品を精読・熟読するだけでなく、作品中の出来事や主人公の心情の追体験にも重点を置き、毎回配布するガリ版刷りの手作りプリントには、頻繁に横道に逸れる仕掛けが施され、様々な方向への自発的な興味を促す工夫が凝らされていた。同年10月、東京教育大学教授の山岸徳平が授業を見学し、「横道へ外れすぎではないか」との批判を受けたが、これこそがこの授業の最大の目的とする所であった。
授業の流れは、通読する→寄り道する→追体験する→徹底的に調べる→自分で考える（各章のタイトル付け→要約→自作の『銀の匙』づくり）の順を追う。具体的には『銀の匙　中勘助　橋本武案内』（小学館文庫、2012）に詳しい。
橋本がこうした授業を思い立ったきっかけは、小学校三年のとき、真田幸村，塙団右衛門直之，三好清海入道などの講談本を使った国語の授業が楽しかったことと、東京高等師範学校時代に『大漢和辞典』の編集作業を手伝い、じっくり考える、きっちり調べるという漢文学者諸橋轍次の姿勢を目にしたことによる。また、終戦後の教科書黒塗りに直面したことも教科書を捨てるきっかけとなったという。
教材として『銀の匙』を選んだ理由としては、主人公が十代の少年であるので生徒たちが自分を重ね合わせて読みやすい、夏目漱石が絶賛したほど日本語が美しい、明治期の日本を緻密に描いているため時代や風俗考証の対象にしやすい、新聞連載であったため各章が短く授業で取り扱いやすい、やや散文的に書かれているため寄り道しやすいといった点を挙げている。
この授業を受けた最初の生徒たちが、6年後には東京大学に15名が合格（1956年・新制8回生）、更に6年後には東大に39名が合格（1962年・新制14回生）、更にその6年後には132名が東大に合格し、東大合格者数全国一位となった（1968年・新制20回生）。その後も6年おきに120名（1974年・新制26回生）、131名（1980年・新制32回生）が東大に合格した。

## エピソード
- 灘校在職中から宝塚歌劇団のファンとして知られ、同劇団の機関誌「歌劇」誌上に随筆「宝塚讃歌」を連載。1983年10月の在職50年を祝うパーティーには、高汐巴、若葉ひろみ、黒木瞳ら総勢60名のタカラジェンヌが駆けつけ花を添えた。また、2010年7月、ライオンズクラブの白寿を祝う会では、宝塚男役出身の上條あきら（上条晃）が実行委員長を務め、12名の元タカラジェンヌが東西から集合し、歌やパフォーマンスで祝った。
- 1994年に解離性大動脈瘤で緊急搬送された際、救急救命士の活躍により蘇生を果たす。この救急救命士は、教え子の黒岩祐治がキャスターを務めていたフジテレビのFNNスーパータイム内で2年間に渡って行った「救急医療キャンペーン」が契機となり、1991年に制定された救急救命士法により制度化されたものである。
- 趣味は、宝塚の他にも、社交ダンス、8ミリカメラ、カメラ、旅行、能・歌舞伎鑑賞、茶道、郷土玩具収集、蛙グッズ収集、和綴本作り、等があるが、「趣味はあくまで「参加する楽しさ」「興味をもってチャレンジしてみる面白さ」がポイントです。プロの研究や仕事とはわけが違うのですから、突き詰める必要などありません。どこかで、自分を突き動かしてきた好奇心が満たされれば、さっと手を引く。これも、私流の趣味の楽しみ方なのです」と書いている。
- 灘校退職直後に寿葬（生前葬）を挙行。この時、つけられた戒名は「教誉愛宝青蛙居士（きょうよあいほうせいあこじ）」である。
- 2012年に小学館から発行された、中勘助著『銀の匙（小学館文庫）』には、橋本による案内（解説）が全編に併載されており、当時の「『銀の匙』授業」の様子を活字の形で追体験することが出来る。帯のコピーは「奇跡の名文が、元灘校教師（101歳）の全編解説で甦る。／中勘助×橋本武／夏目漱石が絶賛した、明治少年のみずみずしい見聞が、伝説教師の解説を全編に添え、新たな扉を開ける――。」である。カバー裏の解説では「戦後の灘中学でこの作品１冊を３年間かけて読みこむ授業を実践、同校を名門校へ導いた、中本人とも深く交流した橋本武（1911年生まれ、現在100歳）による当時の授業を再現する[解説]を全編に併載。理解を深め、横道にそれる橋本流知的ヒントをちりばめた平成版『銀の匙』誕生。」と紹介されている。
- エチオピアの皇太子に似ているという理由から生徒からエチ先生と呼ばれた[6]。1930年代にエチオピア皇室のアラヤ・アババが日本人との結婚を求めたことから伯爵家の黒田雅子と婚約したが、エチオピアの利権に敏感だったイタリアの干渉によって破談となり、当時新聞を賑わせていた（日本とエチオピアの関係#第一次世界大戦以後）。

## 著書
- 『解説 百人一首』（日栄社 1974年）ISBN 9784816801419
- 『受験勉強にはしかたがある（試験シリーズ）』（青春出版社 1975年）ISBN 9784413002684
- 『おお！タカラヅカ:宝塚に魅せられて』（文陽社 1977年）
- 『おお！タカラヅカ:宝塚に魅せられて Part2』（文陽社 1978年）
- 『五十年ひと昔：灘と歩んだ半世紀』（青蛙人形館 1983年）
- 『中学生のやさしい古文』（学燈社 1983年） ISBN 9784312400024
- 『解説 徒然草』（日栄社 1987年）ISBN 9784816801426
- 『中学生のやさしい文法』（学燈社 1989年）ISBN 9784312400017
- 『イラスト古典全訳徒然草』（日栄社 1989年）ISBN 9784816801433
- 『古文重要単語』（日栄社 1990年）ISBN 9784816801129
- 『イラスト古典全訳枕草子』（日栄社 1992年）ISBN 9784816801440
- 『イラスト古典全訳更級日記』（日栄社 1993年）ISBN 9784816801457
- 『橋本武のいろはかるた読本』（日栄社 1994年）ISBN 9784816801501(4816801502)
- 『イラスト古典全訳伊勢物語』（日栄社 1995年）ISBN 9784816801464（4816801464）
- 『教科書〈国語総合〉解説古典(古文・漢文)』（日栄社 2004年）ISBN 9784816801495
- 『現代語訳 源氏物語』（灘育英会 灘中学校・灘高等学校 2010年）
- 『灘校・伝説の国語授業：本物の思考力が身につくスローリーディング』（宝島社 2011年）ISBN 9784796686976
- 『伝説の灘校教師が教える一生役立つ学ぶ力』（日本実業出版社 2012年）ISBN 9784534049124
- 『〈銀の匙〉の国語授業』（岩波ジュニア新書・岩波書店 2012年）ISBN 9784005007097
- 『100歳からの幸福論：伝説の灘校教師が語る奇跡の人生哲学』（牧野出版 2012年）ISBN 9784895001571
- 『橋本式国語勉強法』（岩波ジュニア新書 2012年）ISBN 9784005007264
- 中勘助『銀の匙』（小学館文庫 2012年）ISBN 9784094087741　※解説案内
- 『伝説の灘校国語教師の「学問のすすめ」』（PHP研究所 2013年）ISBN 9784569810539
- 『日本人に遺したい国語：101歳最後の授業』（幻冬舎 2013年）ISBN 9784344024861
- 『解説 徒然草』（ちくま学芸文庫・筑摩書房 2014年）ISBN 9784480096364
- 『解説 百人一首』（ちくま学芸文庫 2014年）ISBN 9784480096401
- 『伝説の灘校国語教師の「学問のすすめ」』（PHP文庫 2015年）ISBN 9784569763088